# ECW Hardcore Revolution
ECW Hardcore Revolution és un videojoc de lluita lliure professional llançat per Acclaim Entertainment, basat en el campionat d'Extreme Championship Wrestling (ECW). El joc va ser llançat per la Nintendo 64, PlayStation, Game Boy Color, i Dreamcast el 2000. Va ser el primer joc de lluita lliure basat en ECW, així com el primer videojoc de lluita lliure professional per rebre una qualificació de "Mature" de l'ESRB, encara que la versió de Game Boy Color va ser classificada per a "Everyone". Acclaim va seguir aquest títol amb el llançament d'una seqüela, ECW Anarchy Rulz, l'agost de 2000.